# НДІЕОМ (Мінськ)
НДІЕОМ (Науково-дослідний інститут електронних обчислювальних машин), Мінськ — одне з провідних в СРСР та сучасній Білорусі підприємств з розробки засобів обчислювальної техніки і систем математичного забезпечення. Створене в жовтні 1958 року як СКБ по розробці при Мінському заводі ім. Г. К. Орджонікідзе, згодом було перетворено в НІІЕОМ.
Першою самостійною розробкою СКБ була лампова ЕОМ «Мінськ-1» продуктивністю 1500 оп/сек., створена за 18 місяців і запущена у виробництво в 1960 році. В 1960—1970 рр. було створено ряд ЕОМ другого покоління на напівпровідникових елементах: «Мінськ-2», «Мінськ-22», «Мінськ-23», «Мінськ-32», які випускались великими серіями — мінські ЕОМ стали основою комп'ютеризації СРСР і складали близько 70 % всіх ЕОМ.
Починаючи з 1968 року були розроблені та впроваджені в серійне виробництво ЕОМ третього покоління — ЄС ЕОМ: ЕС1020, ЕС1022, ЕС1035, ЕС1036, ЕС1130. Старша модель ряду — ЕС1036 — мала продуктивність до 400000 оп/сек.
Загалом розроблено та впроваджено понад 20 моделей універсальних ЕОМ, понад 25 моделей ПЕОМ, понад 30 моделей периферійних пристроїв, різноманітні обчислювальні системи.
В частині розробки системного програмного забезпечення було випущено клон системи VM під назвою Система віртуальних машин, який вперше був адаптований до ЄС ЕОМ ряду 3 на підприємстві «Robotron» (НДР), а потім, з версії 2, розвивалася Мінським НДІЕОМ. Завдяки активності НДІЕОМ, СВМ розглядалася в СРСР як один з основних компонентів системного програмного забезпечення ЄС ЕОМ і, згодом, стала пропонуватися як штатний варіант для застосування на ЄС ЕОМ Ряд-3 і вище.
Разом з київськими програмістами для ЕОМ «Мінськ-1», «Мінськ-2», «Мінськ-22» були реалізовані компілятори з Адресної мови програмування, а на «Мінськ-22», «Мінськ-23», «Мінськ-32» ще й транслятори з Фортран, АЛГЕК (аналог КОБОЛ), МЕІ-3 (наближена до версії 1963 р. «Алголу-60») тощо.
З квітня 2024 року інститут перебуває в санкційному списку США, із серпня того ж року — під санкціями Великобританії та Канади.